# Mediaș
Mediaș (maďarsky Medgyes, německy Mediasch) je město v Rumunsku v župě Sibiu. Nachází se v údolí řeky Târnava Mare (zdrojnice řeky Târnavy), asi 50 km severozápadně od města Sibiu, 145 km severozápadně od Brašova a asi 319 km severozápadně od Bukurešti. V roce 2011 žilo ve městě 47 204 obyvatel, Mediaș je tak druhým největším městem župy Sibiu.
Mediaș je jedním z nejstarších měst v Sedmihradsku – podle tradice byl založen v roce 1146, avšak první písemná zmínka pochází z 3. června 1267. Jelikož se u Mediașe nachází největší naleziště zemního plynu v Rumunsku, je tak známý pro těžbu metanu; sídlí zde největší rumunské společnosti na těžbu zemního plynu, Romgaz a Transgaz. Mezi významné památky patří luteránský kostel svaté Markéty založený roku 1414 a věž Forkesh z původního městského opevnění. Součástí města je i vesnice Ighișu Nou.
Městem prochází hlavní železniční trať Arad – Brašov – Bukurešť.